# Rhodizite
La rhodizite è un minerale.

## Origine e giacitura
I migliori esemplari di Rhodizite sono stati rinvenuti in Russia, sui monti Urali. Essa è talmente rara da non poter essere utilizzata come gemma.